# Uroš Marović
Uroš Marović (né le 4 juillet 1946 à Belgrade et mort le 23 janvier 2014 dans la même ville) est un joueur de water-polo serbe ayant effectué sa carrière sous les couleurs de la Yougoslavie.

## Carrière
Il participe aux Jeux olympiques d'été de 1968 et remporte le tournoi olympique. 
Il compte  203 sélections avec l'équipe de Yougoslavie de water-polo masculin entre 1967 et 1976, marquant 198 buts.

## Palmarès

### Jeux olympiques
- Jeux olympiques de 1968 à Mexico,  Mexique
  -  Médaille d'or.